# Верховойское
Верховойское — село в Богородском районе Кировской области

## География
Находится на расстоянии примерно 10 километров по прямой на север от районного центра поселка Богородское.

## История
Известно с 1719 года. Основателями населенного пункта — деревни Закамалдинской были пришельцы из Великоустюжского уезда. В 1722 году учтен 31 житель мужского пола, в 1764 году 160 жителей. Как село известно с постройки церкви в 1766 года. Каменная церковь построена была в 1809 году. Альтернативное название села Ильинское по церкви. В 1873 году отмечено дворов 49 и жителей 269, в 1905 39 и 303, в 1926 41 и 225 и в 1950 39 и 144 соответственно. В 1989 году учтено 16 жителей.

## Население
Постоянное население составляло 217 человек (русские 96 %) в 2002 году, 131 в 2010.